# 前田慶寧
前田 慶寧（まえだ よしやす）は、江戸末期の大名、明治初期の華族。前田家14代目の当主で、加賀藩第13代（最後の）藩主、のち金沢初代藩知事。内閣総理大臣・近衛文麿の外祖父にあたる。

## 来歴
天保元年（1830年）5月4日、第12代加賀藩主・前田斉泰の長男として江戸に生まれる。母は第11代将軍・徳川家斉の娘である溶姫。幼名は犬千代。天保4年（1833年）、大奥にて初めて将軍・家斉に拝謁する。天保9年（1838年）3月、初名を利住（としずみ）とする。天保12年（1841年）12月、又左衛門と称する。松平の名字を与えられる。天保13年（1842年）2月15日、表向きに初めて登城し、将軍・家慶に拝謁。同月22日、江戸城にて元服し、正四位下左近衛権少将に任じられて筑前守を称し、家慶の偏諱を授かって慶寧に改名した。嘉永5年（1852年）12月、左近衛権中将に、安政5年（1858年）11月、正四位上に昇る。
元治元年（1864年）5月、斉泰に代わり上洛した。御所の警備にあたっていたが、病がちになり、7月に起こった禁門の変では、長州藩と幕府の斡旋を試みたが失敗し、病を理由に退京し近江国海津（加賀藩領）に居たため、長州に内通した疑いを受けた。このため、斉泰により幕命に背き御所の警備を放棄したとして金沢で謹慎を命じられた。このとき、側近の松平康正（大弐）や大野木仲三郎をはじめ、多くの側近たちが斉泰や本多政均らの手によって処罰されている。
慶応元年（1865年）4月、謹慎を解かれる。慶応2年（1866年）4月4日、斉泰から家督を譲られたが、実権は依然として斉泰が握っていた。同年5月10日に参議に任官する。鳥羽・伏見の戦いにおいては、王政復古の大号令を「薩州家奸臣共」のせいであるとし「内府様江御協力」するためとして出兵を決めている。しかし、鳥羽・伏見の戦いはわずか3日で決着。在京の家老・前田孝錫は朝廷に呼び出され、加賀藩の動向を「佐幕之国論」であるとして厳しく問い質される事態に。孝錫は「御国之興廃」に関わる一大事であるとして急ぎ国許へ使者を派遣、小松まで進軍していた軍勢は金沢へ引き返すというドタバタを演じた。その後、加賀藩は勤王で藩論を統一し、北越戦争にも新政府側で参戦している。なお、上野・寛永寺の貫首で、上野戦争後、奥州に逃れ、奥羽越列藩同盟の盟主に奉じられた輪王寺宮公現法親王が加賀中納言（前田斉泰）・金沢宰相（前田慶寧）宛てに発給すべく起草された令旨が残されている。状況から、起草はされたものの、実際には発給されなかったものと見られる。
明治2年（1869年）6月に金沢藩知事となり、7月に従三位に叙される。明治4年（1871年）の廃藩置県により、8月に東京に移る。その後、結核と思われる肺疾患にかかり、明治7年（1874年）5月22日、療養先の熱海で父に先立って死去した。享年45（満43歳没）。明治26年（1893年）7月に従二位を贈られた。

## 系譜
- 父：前田斉泰（1811年 - 1884年）
- 母：溶姫（1813年 - 1868年） - 徳川家斉の二十一女
- 正室：崇姫（霊鑑院、有馬頼徳の娘）（1832年 - 1856年）
- 継室：範姫（通子・顕光院、鷹司政通の養女 - 久我建通の娘）（1846年 - 1864年）
- 側室：扶伝（筆・梃秀院、家臣・久徳政信の娘）
  - 長女：禮子（1854年 - 1899年） - 会津藩主・松平容保婚約者、のち子爵榊原政敬継室
  - 次女：儔姫（1856年 - 1857年）
  - 長男：前田利嗣（1858年 - 1900年） - 第15代当主・侯爵
  - 四女：慰子（1864年 - 1923年） - 有栖川宮威仁親王妃
  - 次男：（1866年死産）
  - 五女：衍子（1869年 - 1891年） - 公爵近衛篤麿室、近衛文麿生母
- 側室：利佐（家臣・鈴木清左衛門の娘、のち家臣・神保成之に嫁す）
  - 三女：灌姫（1862年 - 1872年）
- 側室：宇路（家臣・酒井忠良の娘、のち家臣・増田知幾に嫁す）
  - 六女：貞子（1871年 - 1955年） - 公爵近衛篤麿継室

## 将軍継嗣の話
後世、三田村鳶魚は赤門にまつわる逸話として次のような話を記しているが、史料の裏付けはない。祖母（溶姫の母で家斉の側室）のお美代の方は大奥の権勢を固めようと、慶寧の伯父である将軍家慶の世子家定が病弱であるため、自分の孫に当たる慶寧を継嗣にしようとした。そこで、お美代の方は家斉の遺言書を、家慶の嫡子家定を13代将軍とし、慶寧を家定の養子として14代将軍にするという内容に偽造した、というものである。